# Stelzenwaldsänger

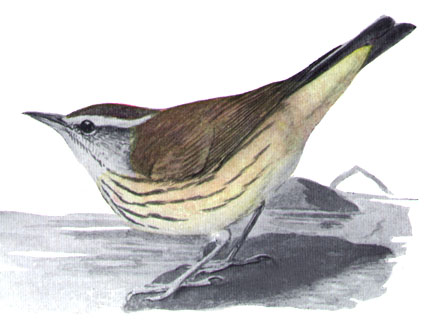
Stelzenwaldsänger, Illustration

Der Stelzenwaldsänger (Parkesia motacilla, Syn.: Seiurus motacilla) ist ein etwa 15 cm großer, an eine sehr kleine Drossel erinnernder Vogel aus der Familie der Waldsänger (Parulidae). Er ist neben dem Uferwaldsänger (Parkesia noveboracensis) die zweite Art in der Gattung Parkesia.
Ihre Lebensräume befinden sich häufig in den Wäldern, dicht in der Nähe eines Gewässers, wie Sümpfe, Lagunen, steinige Bäche und Flüsse. In ihren Winterquartiere sind sie auch in den Mangroven anzutreffen.
Im Erscheinungsbild ähnelt der Stelzenwaldsänger stark dem Uferwaldsänger. Bei beiden Geschlechter zieht sich ein weißer Überaugenstreif von der Schnabelbasis oberhalb der Augen bis in den Nackenbereich, der länger als beim Uferwaldsänger ist. Sie haben ein weißes bis gelbes Unterseitengefieder mit braunen Strichen an der Brust und an den Flanken und ein olivbraunes Oberseitengefieder. 
Stelzenwaldsänger ernähren sich von Insekten, kleinen Krebstieren, Weichtieren, kleinen Fischen und gelegentlich von Samen. Sie fangen ihre Beute in der Luft oder suchen am Boden, oft entlang am Rande eines Gewässers oder im Wasser. Dabei drehen sie auch Steine und Blätter um, um an die versteckte Beute zu kommen.
Stelzenwaldsänger haben ein kleineres Verbreitungsgebiet als die verwandte Art Uferwaldsänger (Parkesia noveboracensis) und sind in Nordamerika seltener anzutreffen. Ihre Brutgebiete befinden sich überwiegend im Südosten und Nordosten von Nordamerika, wie den Great Lakes und in Neu-England. Das Verbreitungsgebiet erstreckt sich vom Süden in Kanada über die östlichen USA bis nach Florida. Den Winter verbringen sie in Mexiko, Mittelamerika, im Norden von Südamerika und in der Karibik.